# Primera Línea
Primera Línea (estilitzat com a PRIMERA LÍNEA) fou una revista dirigida per Miquel Echarri. Pertenyia al Grupo Zeta i anava dirigida a un públic lector fonamentalment masculí, incidint especialment en aspectes eròtics i festius. S'autodefinia com a "Per als qui no volen anar al cel".
Va deixar de publicar-se el desembre de 2018, després de 34 anys de vida; va ser així la tercera revista que el Grupo Zeta tancava el 2018, després d'Interviú i Tiempo a començaments d'aquell any. Tot i així, tot el seu contingut segueix estant disponible via web.